# Inna Kaljužna
Inna Volodymyrivna Kaljužna (in ucraino Інна Володимирівна Калюжна?; Dnipropetrovs'k, 24 aprile 1967) è un'ex cestista ucraina, fino al 1991 sovietica.

## Carriera
Con l'Ucraina ha disputato i Campionati europei del 1997.